# Bahnstrecke Noto–Pachino
| Streckenlänge: | 27,1 km              |                       |               |
| Spurweite: | 1435 mm (Normalspur) |                       |               |
| |                      |                       |               |
| \| \| \| von Canicattì \| \| \| \| 0,0 \| Noto \| 65 m \| \| \| \| nach Syrakus \| \| \| \| 4,0 \| Falconara Iblea \| 32 m \| \| \| 6,1 \| Noto Marina \| Noto Marina \| \| \| 8,1 \| Noto Bagni \| Noto Bagni \| \| \| 12,5 \| Roveto-Bimmisca \| 25 m \| \| \| 18,4 \| S. Lorenzo Lo Vecchio \| 9 m \| \| \| 24,4 \| Marzamemi \| 8 m \| \| \| 27,1 \| Pachino \| 42 m \| |                      |                       |               |
| Strecke |                      | von Canicattì         | von Canicattì |
| Bahnhof | 0,0                  | Noto                  | 65 m          |
| Abzweig ehemals geradeaus und nach links |                      | nach Syrakus          | nach Syrakus  |
| Dienststation / Betriebs- oder Güterbahnhof (Strecke außer Betrieb) | 4,0                  | Falconara Iblea       | 32 m          |
| Bahnhof (Strecke außer Betrieb) | 6,1                  | Noto Marina           | Noto Marina   |
| Bahnhof (Strecke außer Betrieb) | 8,1                  | Noto Bagni            | Noto Bagni    |
| Dienststation / Betriebs- oder Güterbahnhof (Strecke außer Betrieb) | 12,5                 | Roveto-Bimmisca       | 25 m          |
| Dienststation / Betriebs- oder Güterbahnhof (Strecke außer Betrieb) | 18,4                 | S. Lorenzo Lo Vecchio | 9 m           |
| Bahnhof (Strecke außer Betrieb) | 24,4                 | Marzamemi             | 8 m           |
| Kopfbahnhof Streckenende (Strecke außer Betrieb) | 27,1                 | Pachino               | 42 m          |

Die Bahnstrecke Noto–Pachino war eine eingleisige Bahnstrecke im äußersten Südosten Siziliens. Die Strecke führte von Noto zum 27 km entfernten, südlichsten Bahnhof Italiens, Pachino. Die Strecke war von 1935 bis 1985 in Betrieb. Offiziell eingestellt wurde sie 2002; 2022 begann die Sanierung und Wiederherstellung der Linie.

## Geschichte
Nach der Eröffnung der Strecke von Syrakus nach Noto 1886 wurde der Ruf laut, den äußersten Südosten Siziliens an das Bahnnetz anzuschließen. Nach jahrzehntelanger Diskussion konnte die Strecke am 28. April 1935 eröffnet werden. Die Strecke wurde von den FS betrieben. 
Während der Güterverkehr zunächst mit Dampflokomotiven bewältigt wurde, kamen im Personenverkehr von Beginn an Dieseltriebwagen zum Einsatz. Im Zweiten Weltkrieg wurde die Strecke schwer beschädigt, jedoch nach dem Krieg wieder eröffnet. 
Vom 16. Oktober 1951 bis zum 1. März 1955 war die Strecke wegen Schäden nach einer Überschwemmung erneut unterbrochen. In der Nachkriegszeit diente sie in erster Linie dem Transport von Wein. Der Betrieb war aber stets unwirtschaftlich und die Strecke daher von der Einstellung bedroht. 
Der Betrieb wurde zum 1. Januar 1986 eingestellt, die Strecke blieb jedoch weiter im offiziellen Kursbuch der FS erwähnt. Die offizielle Betriebseinstellung erfolgte 2002.
Das Gesetz Nr. 128 vom 9. August 2017 erklärte die Strecke zu einer Bahnstrecke von nationalem touristischen Interesse, was deren Erhalt zu einem öffentlichen Interesse macht. Im Januar 2022 genehmigte das italienische Kultusministerium rund 435 Millionen Euro für die Reaktivierung von insgesamt drei Bahnstrecken in Italien, darunter die Strecke Noto–Pachino. Im März 2022 begannen die Arbeiten durch die Rete Ferroviaria Italiana (RFI) zur Reaktivierung der Strecke für eine touristische Nutzung. Federführend ist die Fondazione FS Italiane, die sich um historisch interessante Bahnstrecken und den historischen Fahrzeugbestand der Ferrovie dello Stato Italiane (FS) kümmert.